# プログレスM-50
プログレスM-50（Progress M-50）は2001年8月21日に打ち上げられたプログレス補給船。国際宇宙ステーションへの補給活動に使用され、バージョンはProgress-M 11F615A55、シリアル番号は350。NASAによる名称はプログレス15（Progress 15 略称: 15P）。

## 飛行記録
2004年8月11日5時03分07秒（GMT、以下同）、バイコヌール宇宙基地のSite 1/5からソユーズ-Uロケットによって打ち上げられた。8月14日5時1分8秒、ズヴェズダモジュールにドッキングし、ISSに推進薬・食料・水・酸素・科学研究を行うための装置など計2,542kgを補給した。
このプログレス補給船には、JAXAの高品質タンパク質結晶生成プロジェクトの第4回宇宙実験のタンパク質試料が搭載された。
約4か月後の12月22日19時37分02秒にドッキングを解除し、プログレスM-51のためポートを空けた。
同日22時32分06秒に軌道を離脱して太平洋上空で大気圏再突入を果たし、およそ23時23分38秒に燃え尽きなかった機体の一部は海上に落下した。